# Die Königin der tausend Jahre
Die Königin der tausend Jahre oder Queen Millennia (jap. 新竹取物語 1000年女王, Shin Taketori Monogatari – Sen-nen Joō, dt. „Die neue Geschichte vom Bambusschneider (alternativ: Bambusfäller, Bambussammler) – Die Königin der tausend Jahre“) ist ein Manga des japanischen Zeichners Leiji Matsumoto aus den Jahren 1980 bis 1983, auf dessen Grundlage das Anime-Studio Toei Animation von 1981 bis 1982 eine 42-teilige Anime-Serie produzierte.
Ein Kinofilm erschien 1982. Die Handlung orientiert sich lose an dem japanischen Märchen Taketori Monogatari.

## Handlung
Hajime ist ein 14-jähriger Junge und lebt in Tokio bei seinen Eltern. Eines Tages rettet er einer Katze das Leben und macht so Bekanntschaft mit der schönen Yayoi Yukino, der Tochter eines Nudelrestaurantbesitzers. Als Hajimes Eltern bei einer mysteriösen Explosion ums Leben kommen, lebt er fortan bei seinem Onkel, Prof. Amamori, dem Direktor der Sternwarte von Tsukuba. Dort trifft er auch Yayoi wieder, die als Assistentin für Prof. Amamori in der Sternwarte arbeitet.
Hajime bekommt dort Kenntnis von der neuesten Entdeckung: Ein unbekannter Planet nähert sich der Erde und wird voraussichtlich am 9. September 1999 mit ihr zusammentreffen. Die Menschheit scheint dieser Katastrophe hilflos ausgeliefert zu sein. Zudem macht eine Untergrundorganisation namens Die Diebe der tausend Jahre auf sich aufmerksam, die eine gewisse Königin der tausend Jahre bekämpft. Hajime wird in die Geschehnisse unweigerlich mit hinein gerissen und erfährt zunehmend von der drohenden Gefahr und dem Geheimnis um die Königin.

## Veröffentlichungen

### Manga
Die Königin der tausend Jahre erschien in Japan zunächst von 1980 bis 1983 in Einzelkapiteln in den Tageszeitungen Sankei Shinbun und Nishi Nippon Sports. Ab 1983 veröffentlichte der Sankei Shuppan-Verlag die Serie, die aus insgesamt 1000 Seiten besteht, in fünf Sammelbänden. Beim japanischen Shogakukan-Verlag erschienen in den 1990ern Neuauflagen des Mangas, darunter eine Bunko-Fassung.
Am 28. Februar 2023 erschien im Shogakukan-Verlag eine Sonderedition des Mangas als Jubiläumsausgabe (70 Jahre Schaffen Matsumotos als Mangazeichner; 40 Jahre nach Erstveröffentlichung des ursprünglichen Mangas; und Todesjahr Matsumotos) in zwei Hardcoverbänden. Die Sonderedition besticht durch eine Illustrationssammlung, neu colorierte Farbseiten sowie Interviews mit Keisuke Fujikawa und Katsumi Itabashi, die an der Entstehung des Mangas mitarbeiteten.

### Anime-Fernsehserie
Die Fernsehserie wurde in den Jahren 1981 und 1982 unter der Regie von Nobutaka Nishizawa auf Grundlage des Mangas produziert. Nach der Ausstrahlung durch den japanischen Fernsehsender Fuji TV in denselben beiden Jahren (16. April 1981 bis 23. Mai 1982) wurde sie aufgrund des großen Erfolges auch ins Ausland verkauft, unter anderem nach Spanien, Frankreich, Italien, Mexiko, China und Deutschland.
In Deutschland lief Die Königin der tausend Jahre erstmals im März 1991 auf dem Münchner Privatsender Tele 5 im Rahmen der Kindersendung Bim Bam Bino. Die synchronisierte Fassung umfasste lediglich 41 Folgen, da man eine Folge weggelassen hatte, die im japanischen Original nach dem ersten Dreiviertel der Serie die bisherige Handlung noch einmal mit bekannten Bildern zusammenfasste. Die zweite und bislang letzte Ausstrahlung in Deutschland erfolgte vom 27. April 1992 bis zum 23. Juni 1992. Noch im selben Jahr wurde der Sendebetrieb von Tele 5 eingestellt, seitdem wurde die Serie nicht mehr im deutschen Fernsehen gezeigt. Trotz dieses relativ kurzen Auftritts erlangte die Serie unter deutschen Anime-Fans einen bis heute anhaltenden Kultstatus.
Die englische Fassung der Serie, die 1985 in den USA veröffentlicht wurde, ist ein Zusammenschnitt mit der Serie Captain Harlock unter dem Titel Captain Harlock and the Queen of a Thousand Years.
Am 21. Juni 2005 erschien in Japan die komplette TV-Serie als DVD-Box. Das Set umfasst 6 DVDs sowie eine Bonus-CD mit dem Soundtrack der Serie und des Films. Am 28. Januar 2021 gab der deutsche Publisher PidaxFilm bekannt, dass sie sich die Lizenz der Serie gesichert haben und diese auf DVD veröffentlichen. Wenige Tage nach dieser Ankündigung machte der Publisher einen Rückzieher. Die Vorbestellungen wurden von Seiten Pidaxs storniert und der Publisher erklärte im eigenen Internetforum, dass es ein Rechtsproblem gebe. Am 25. Mai 2022 gab der Publisher KSM Anime auf seiner Facebook-Seite bekannt, sich die Rechte an der Anime-Serie geholt zu haben. Als Erscheinungstermin wurde zuerst das 4. Quartal 2022 genannt; wegen Restaurierungsarbeiten (die 16-mm-Rollen des Anime sollen komplett neu in HD abgetastet werden) wurde Januar 2023 als neuer Releasetermin genannt. Nach kurzer Verschiebung wird die Anime-Serie in zwei Teilen im Digipak veröffentlicht: Volume I enthält die Episoden 1–21 und erschien am 27. Juli 2023 und Volume II mit den Episoden 22–43 erschien am 28. September 2023. Die Veröffentlichung enthält neben der deutschen Synchronisation auch den japanischen Originalton.

#### Synchronisation
Für die deutsche Synchronisation waren die Alster Studios Hamburg verantwortlich.
| Rolle (jp./dt.)               | Japanischer Sprecher (Seiyū) | Deutscher Sprecher   |
| ----------------------------- | ---------------------------- | -------------------- |
| Yayoi Yukino                  | Keiko Han                    | Petra Schmidt-Decker |
| Hajime Amamori                | Keiko Toda                   | Jens Wawrczeck       |
| Professor Amamori             | Ichirō Nagai                 | Thomas Fritsch       |
| Daisuke Yamori                | Tōru Furuya                  | Boris Tessmann       |
| Selene                        | Yōko Asagami                 | Margrit Straßburger  |
| Hatsuko Amamori               | Kazuyo Aoki                  | Thomas Schüler       |
| Yayois Vater                  | Isamu Tanonaka               | Peter Heinrich       |
| Yayois Mutter                 | Kazuko Sugiyama              | Hildegard Krekel     |
| Mann im Trenchcoat            | Akio Nojima                  | Walter Wigand        |
| Dieb Millennia/Chef der Diebe | Kazuyuki Sogabe              | Franz-Josef Steffens |
| General Leopard               | Kazuyuki Sogabe              | Achim Schülke        |

#### Musik
Die Musik der Serie stammt von Ryudo Uzaki und Tomoyuki Asakawa. Das japanische Vorspannlied, Cosmos dream von Masaki Takanashi, sowie die Musik des Abspanns, Mahoroba densetsu von Manami Ishikawa, wurden beide auch in der deutsch synchronisierten Fassung verwendet.

#### Episodenguide
| Folge | Deutscher Titel                      | Originaltitel                                                       | Deutsche Erstausstrahlung   |
| ----- | ------------------------------------ | ------------------------------------------------------------------- | --------------------------- |
| 01    | 09.09.1999 9 Uhr 9 Min 9 Sek         | 1999-nen 9-gatsu 9-nichi reiji 9-fun 9-byō (1999年9月9日零時9分9秒) | 15.03.1991                  |
| 02    | Das unendliche All                   | Hajime yo hiroi uchū o miro (始よ広い宇宙を見ろ)                    | 18.03.1991                  |
| 03    | Die Diebe der tausend Jahre          | sennen tōzoku no inbō (1000年盗賊の陰謀)                            | 19.03.1991                  |
| 04    | Ein Meteorit verschwindet            | kieta inseki (消えた隕石)                                           | 20.03.1991                  |
| 05    | Yayoi kehrt zurück                   | chitei ni fune ga (地底に船が…)                                     | 21.03.1991                  |
| 06    | Die unterirdische Stadt              | chitei no daidanchi (地底の大団地」)                                | 22.03.1991                  |
| 07    | Der Stützpunkt unter der Erde        | chika kichi e no shōtai (地下基地への招待」)                        | 25.03.1991                  |
| 08    | Das misslungene Experiment           | kiki o yobu chika bakuhatsu! (危機を呼ぶ地下爆発！)                 | 26.03.1991                  |
| 09    | Der Weg zum heiligen Grab            | daikūdō no nazo ni semare! (大空洞の謎に迫れ！)                     | 27.03.1991                  |
| 10    | Das Abenteuer am heiligen Grab       | seinaru bochi no tatakai (聖なる墓地の闘い)                         | 28.03.1991                  |
| 11    | Freund oder Feind?                   | 1000-nen tōzoku wa teki ka mikata ka?! (1000年盗賊は敵か味方か?!)   | 29.03.1991                  |
| 12    | Das Geheimnis des Teleskops          | tentai bōenkyō no himitsu (天体望遠鏡の秘密)                        | 01.04.1991                  |
| 13    | Flucht im Morgengrauen               | shokei no yoake ga kuru (処刑の夜明けが来る)                        | 02.04.1991                  |
| 14    | Das Geheimnis der Königin            | kikai kyūden no joō (機械宮殿の女王)                                | 03.04.1991                  |
| 15    | Duell in der Nacht                   | shinjitsu wa yūyami no naka ni (真実は夕闇の中に)                   | 04.04.1991                  |
| 16    | Der Überfall                         | akuma no hoshi Rāmetaru (悪魔の星ラーメタル)                        | 05.04.1991                  |
| 17    | Yayoi verlässt die Sternwarte        | Yayoi ga tenmondai o saru hi (弥生が天文台を去る日)                 | 08.04.1991                  |
| 18    | Die Vorboten der Katastrophe         | hakyoku no mae bure jishin (破局の前ぶれ地震)                       | 09.04.1991                  |
| 19    | Eine schwere Entscheidung            | ashita e no ketsudan (明日への決断)                                 | 10.04.1991                  |
| 20    | –                                    | semari kuru chikyū no kiki!! (迫り来る地球の危機!!)                 | keine deutsche Ausstrahlung |
| 21    | Der Spion der heiligen Königin       | shinigami Geran no giwaku (死神ゲランの疑惑)                        | 11.04.1991                  |
| 22    | Der unheimliche Priester             | kage ni ugomeku otoko (影にうごめく男)                              | 12.04.1991                  |
| 23    | Das Duell des Jahrhunderts           | arashi no yoru no taiketsu (嵐の夜の対決)                           | 15.04.1991                  |
| 24    | Die zwei Anhänger                    | futatsu no pendanto (二つのペンダント)                              | 16.04.1991                  |
| 25    | Das zweite Treffen                   | shukuteki o musubu kizuna (宿敵を結ぶ絆)                            | 17.04.1991                  |
| 26    | Das Geheimnis der Maske              | unmei no saikai (運命の再会)                                        | 18.04.1991                  |
| 27    | Yayoi nimmt Abschied                 | akuma no hoshi no shisha (悪魔の星の使者)                           | 19.04.1991                  |
| 28    | Das UFO                              | hangyaku e no tabidachi (反逆への旅立ち)                            | 22.04.1991                  |
| 29    | Entscheidung auf der Venus           | kuroi miyako no kettō (黒い都の決闘)                                | 23.04.1991                  |
| 30    | In letzter Minute                    | shukumei no hoshi o ute! (宿命の星を撃て！)                         | 24.04.1991                  |
| 31    | Der Fluchtversuch                    | tobe! fenikkusu (飛べ！フェニックス)                                | 25.04.1991                  |
| 32    | Lahmetal greift an                   | chikyū kōgeki meirei (地球攻撃命令)                                 | 26.04.1991                  |
| 33    | Die Flutwelle                        | 1000-nen joō no kiseki (1000年女王の奇跡)                           | 29.04.1991                  |
| 34    | Das Attentat                         | sentōkan futatsuboshi shutsugeki! (戦闘艦ふたつ星出撃!)             | 30.04.1991                  |
| 35    | Der Umzug in die unterirdische Stadt | chitei daihinan! (地底大避難!)                                      | 01.05.1991                  |
| 36    | Die Falle                            | chikyū kaimetsu no joshō (地球壊滅の序章)                           | 02.05.1991                  |
| 37    | Die verzweifelte Suche               | zetsubō no umi o watare! (絶望の海を渡れ！)                         | 03.05.1991                  |
| 38    | Selen greift an                      | daikessen zen’ya (大決戦前夜)                                       | 06.05.1991                  |
| 39    | Die Schlacht                         | asu naki shōri (明日なき勝利)                                       | 07.05.1991                  |
| 40    | Das schwarze Loch                    | ankoku suisei no noroi (暗黒彗星の呪)                               | 08.05.1991                  |
| 41    | Wer rettet die Erde?                 | chikyū saigo no hi (地球最期の日)                                   | 09.05.1991                  |
| 42    | Ein Sieg der Liebe                   | 1000-nen joō no densetsu (1000年女王の伝説)                         | 10.05.1991                  |

### Anime-Kinofilm
Am 13. März 1982 erschien in Japan ein 121-minütiger Kinofilm unter der Regie von Masayuki Akehi, der die Handlung der Serie in modifizierter Form erzählt. Einige Charaktere wurden weggelassen, andere kamen hinzu, und auch beim Charakter-Design weist der Film im Vergleich zur Serie Änderungen auf. Die Musik stammt von Kitarō, der 1982 dazu veröffentlichte Soundtrack heißt Queen Millennia. Der Film wurde in Deutschland nie veröffentlicht.

## Sonstiges
- Daischi, die Katze von Yayoi, trägt im Original den Namen Leiji, benannt nach Leiji Matsumoto, dem Vater der Serie.